# Balitotunnel
De Balitotunnel (Spaans: Túnel Balito) is een tunnel voor het wegverkeer op de Spaanse autosnelweg GC-1 in de gemeente Mogán, in het zuiden van Gran Canaria. De Balitotunnel bestaat uit twee tunnelkokers, de noordoostelijke tunnelkoker is 1200 m lang, de zuidwestelijke tunnelkoker is 1180 m lang. De tunnel ligt ten zuidoosten van de El Lechugaltunnel en ten noordwesten van de La Vergatunnel.
Adolfo Cañastunnel · Balitotunnel · Candelariatunnel · El Galeóntunnel · El Lechugaltunnel · El Salvajetunnel · Ingeniero Julio Luengotunnel · La Vergatunnel · Los Frailestunnel · Mogántunnel · Montañetotunnel · Motor Grandetunnel · Pico Vientotunnel · Piedra Santatunnel · Pino Secotunnel · Puerto Ricotunnel · Sabinaltunnel · Salto del Negrotunnel · Santo Domingotunnel · Tauritotunnel · Taurotunnel · Tiritañatunnel